# Gamma Cancri
Pour les articles homonymes, voir Asellus.
Désignations
Gamma Cancri (γ Cancri / γ Cnc) est une étoile de la constellation du Cancer. Elle est également connue sous le nom traditionnel d'Asellus Borealis. En astronomie chinoise, elle fait partie de la loge lunaire Yugui.
Étoile modérément proche du Soleil (à 55,6 ± 0,6 pc (∼181 al)), elle est animée d'un mouvement propre moyen, d'environ 115 millisecondes d'arc par an.
Sa magnitude apparente visuelle est de 4,65, mais elle demeure aisée à repérer du fait qu'elle est située dans une région du ciel relativement pauvre en étoiles brillantes, et aussi parce qu'elle est à proximité du célèbre amas ouvert M44 (ou Praesepe) facile à repérer quand les conditions d'observation sont bonnes. C'est une étoile sous-géante blanche de type spectral A1IV.
Située à proximité immédiate du plan de l'écliptique, elle est l'objet de conjonctions fréquentes avec les planètes ou la Lune, cette dernière étant même susceptible de l'occulter.

## Nomenclature
Asellus Borealis est l’appellation qui prévaut aujourd’hui pour Gamma Cancri / γ Cnc  et approuvée par l’Union astronomique internationale (UAI). Aselli est l’adaptation latine du οἱ Ὄνοι, « les Deux Ânes », dans le pseudo-Théophraste et chez Aratos. Voir aussi Delta Cancri / δ Cnc. 
Mais on oublie que le mot n’est pas venu directement du grec, mais par les traductions latines des versions arabes de la Μαθηματική σύνταξις de Ptolémée, notamment celle d’al-Ḥağğāğ (812), en premier lieu l’Almageste de Gérard de Crémone, où Duo Asini est donné γ et δ Cnc, est la traduction de l’arabe الحمران al-Ḥamārān, « les Deux Ânes » (nominatif du duel). A la Renaissance on lit Asinos et Asellos (accusatif pluriel) dans l’Uranometria de Johann Bayer (1603). La forme Asellus Borealis (nominatif singulier), notée par Richard Hinckley Allen (1899), s’est répandue dans les catalogues du XXe siècle avant d’être retenue par l'UAI.
Notons que le nom Al Hamarein, qui est l’arabe الحمران al-Ḥamārayn (accusatif du duel), chez les traducteurs de Ptolémée comme  al-Ḥağğāğ (812), calque du grec οἱ Ὄνοι, « les Deux Ânes », est donné par erreur pour α Cnc chez certains auteurs du XIXe, ce que relève Richard Hinckley Allen (1899), ce qui permet à ce nom de se retrouver pour α Cnc dans des catalogues ultérieurs.